# Ircila hecate
Ircila hecate är en fjärilsart som beskrevs av Herrich-Schäffer 1854. Ircila hecate ingår i släktet Ircila och familjen Castniidae. Inga underarter finns listade i Catalogue of Life.